# حمراء، بیروت
حمرا (به عربی: الحمرا) محله ای (بخش ۳۴) در بیروت (محله راس بیروت)، لبنان است. مرکز این محله، خیابان حمرا، یکی از مناطق تجاری مهم بیروت است و به خاطر فروشگاه‌های مد، و همچنین بسیاری از رستوران‌ها، کافه‌ها، بارها و هتل‌ها شهرت دارد. این منطقه به داشتن زندگی شبانه پر جنب و جوش نیز معروف است.
قابل ذکر است، دانشگاه آمریکایی بیروت و دانشگاه آمریکایی لبنانی هر دو در همسایگی همدیگر قرار دارند.
خیابان حمرا یکی از اصلی‌ترین مکان‌هایی بود که شاعران، نویسندگان، اندیشمندان و فیلسوفان عرب در آن با یکدیگر ملاقات و همکاری می‌کردند و آن را به قطب فرهنگی مهم بیروت تبدیل می‌کرد. بسیاری از ویرانه‌های جنگ داخلی لبنان تا به امروز بر روی دیوارهای ساختمان‌ها آشکار است، اما در دهه‌های گذشته شاهد توسعه شهری زیادی نیز بوده‌است. اگرچه ممکن است مانند گذشته از نظر فرهنگی و هنری پر جنب و جوش نباشد، اما هنوز هم خیابانی پر از زندگی و هنر است. رافیتی به شکل بزرگی از بیان هنری در دیوارهای ساختمان‌های امتداد بلوار مرکزی تبدیل شده‌است. نمونه آن نقاشی دیواری خواننده محبوب و نماد صباح است که در ابتدای خیابان پیدا شده‌است.

## منبع
1. ↑  «Hamra». Living Lebanon (به انگلیسی). دریافت‌شده در ۲۰۲۲-۱۰-۱۸.
2. ↑  «American University of Beirut». Living Lebanon (به انگلیسی). دریافت‌شده در ۲۰۲۲-۱۰-۱۸.
3. ↑  «Eternal Sabah Mural». Living Lebanon (به انگلیسی). دریافت‌شده در ۲۰۲۲-۱۰-۱۸.